# Rec de l'Angust
El Rec de l'Angust, o d'Angust, és un riu de la comarca de l'Alta Cerdanya, a la Catalunya del Nord, que neix i discorre pels termes comunals de Font-romeu, Odelló i Vià i Estavar, a més de tocar en un punt el d'Èguet.
El riu té un curs molt sinuós, en el qual està bàsicament orientat de nord-est a sud-oest, tot i que cap a la meitat de recorregut fa un marcat arc cap al nord. A més, la seva vall és molt profunda en la major part del seu recorregut, cosa que el fa molt apreciable en els ortofotomapes.

## Terme de Font-romeu, Odelló i Vià
Neix al sud-est del poble de Vià, dins del terme comunal de Font-romeu, Odelló i Vià, per la unió del Rec de Bolquera amb el riu d'Eina, just al sud-oest del Pont de Bou i de Roca Flavià, des d'on comença a davallar cap a l'oest, i progressivament es va decantant cap al sud-oest. De seguida marca una vall clarament definida al sud del poble de Vià, que queda lluny i al capdamunt de la costa del nord del riu, on rep l'afluència del Rec de Vià. Tot seguit, el Rec de l'Angust, que emprèn la direcció nord-oest, fins que arriba al triterme de Font-romeu, Odelló i Vià amb Èguet i Estavar, on rep per la dreta el Rec de Sant Esteve. En aquell punt gira altra vegada, ara cap al sud-oest, i entra en el terme d'Estavar.

## Terme comunal d'Estavar
L'Angust entra en la comuna d'Estavar pel nord-est, baixa per Coma Lladre, i poc després rep per la dreta el Rec del Salt. Torç aleshores cap al sud, adreçant-se cap al poble d'Estavar, que recorre íntegrament deixant-lo sempre a la dreta. Quan arriba al Prat Gran, a l'extrem meridional d'aquest poble, s'aboca en el Segre, molt a prop del termenal amb Llívia.